# 大山ハム
大山ハム（だいせんハム）は、エア・ウォーターアグリ&フーズが販売する食肉加工品ブランドの一つ、本項ではかつて鳥取県米子市夜見町に本社を置いていた製造会社である大山ハム株式会社についても述べる。

## 概要
ドイツの伝統製法による製品を標榜しており、ドイツの技師などを度々招聘して指導を受けている。ペッパーシンケン、カントリーローストの金賞をはじめとして、ドイツ農業協会（DLG）主催の国際品質競技会でも多数の受賞歴がある。
また、ハワイで作られていたポーチュギーズソーセージ（Portuguese sausage、ポルトガル風ソーセージという意味）が沖縄に輸入され、ポチギという名称で製造されていたものに目を付け、ハワイアンポチキとして製品化している。
かつては日清製粉グループ・日清フーズの子会社であったが、2016年9月20日よりエア・ウォーターへの株式譲渡により日清製粉グループを離れ、エア・ウォーターグループの傘下に入った。
2019年10月1日にエア・ウォーターグループの春雪さぶーる株式会社と合併。子会社として大山ハム株式会社（2代目）と大山ハムファクトリー株式会社を設立。
2021年10月1日にエア・ウォーターグループのおける農業・食品関連事業の再編が実施され、大山ハムの販売部門は同日付で春雪さぶーるから商号変更されたエア・ウォーターアグリ&フーズへ統合された他、大山ハムファクトリーは春雪さぶーるの製造部門を統合した上で商号を大山春雪さぶーる株式会社へ変更した。エア・ウォーターアグリ&フーズへの統合後も大山ハムのブランドは存続する。

## 沿革
- 1941年（昭和16年）7月 - 日清製粉、大山山麓の西伯郡名和町（現・大山町）に320ヘクタールの「大山農場」を開設、地元農家に小麦・イモ類の栽培を委託。「小麦研究所」を併設、小麦の増産研究を始める。
  - 11月 - オリエンタル酵母工業が名和町の澱粉工場を買収し、大山農場で生産されたイモ類を原料に澱粉の製造を開始。
- 1946年（昭和21年） - 子会社の日本醗酵工業に澱粉事業を譲渡、澱粉かすを飼料として養豚を始める。
- 1947年（昭和22年） - 豚肉を原料に「ニッパツハム」の商標でハム・ソーセージの加工に着手。
- 1952年（昭和27年） - ハム加工工場を米子市皆生に移転、坂口合名会社から商標を譲り受けた「大山ハム」の商標で販売。
- 1954年（昭和29年） - オリエンタル酵母・日清飼料の資本参加を得て、別会社「大山食糧工業」を設立、米子市皆生の工場を買収。
- 1961年（昭和36年） - 「大山ハム」に社名変更。
- 1963年（昭和38年） - 米子市夜見町の新工場に本社を移転。
- 1972年（昭和47年） - 「日清ハム」に社名変更[9]。
- 1996年（平成8年） - 特定JAS認定を受ける。
- 1998年（平成10年） - HACCP（総合衛生管理製造過程）の承認を取得。
- 2001年（平成13年） - 「大山ハム」に社名変更[10]。
- 2006年（平成18年） - ドイツ農業協会（DLG）主催のハム・ソーセージ国際品質協議会で主力商品9点が金賞を受賞[11]。
- 2010年（平成22年） - 本社・米子工場が食肉加工品製造において食品安全マネジメントシステムであるISO22000認証を取得。
- 2016年（平成28年）9月20日 - 株式譲渡によりエア・ウォーターの子会社となる[7]。
- 2019年（令和元年）10月1日 - 大山ハム株式会社と春雪さぶーる株式会社が合併、存続会社を春雪さぶーるとし、同日付で子会社として販売会社である大山ハム株式会社と製造会社である大山ハムファクトリー株式会社が発足[12]。
- 2021年（令和3年）4月 - 西伯郡伯耆町に新工場・大山工場が操業予定[13]。
- 2021年（令和3年）10月1日 - 大山ハムの販売部門をエア・ウォーターアグリ&フーズ（同日付で春雪さぶーるから商号変更）へ統合。大山ハムファクトリーの商号を大山春雪さぶーる株式会社へ変更[8]。

## 商品
商品情報を参照。

## 事業所
- 東京、名古屋、神戸、広島、福岡、鳥取、島根の各営業所